# エキスポシャトル

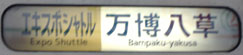
「エキスポシャトル 万博八草行き」の側面方向幕

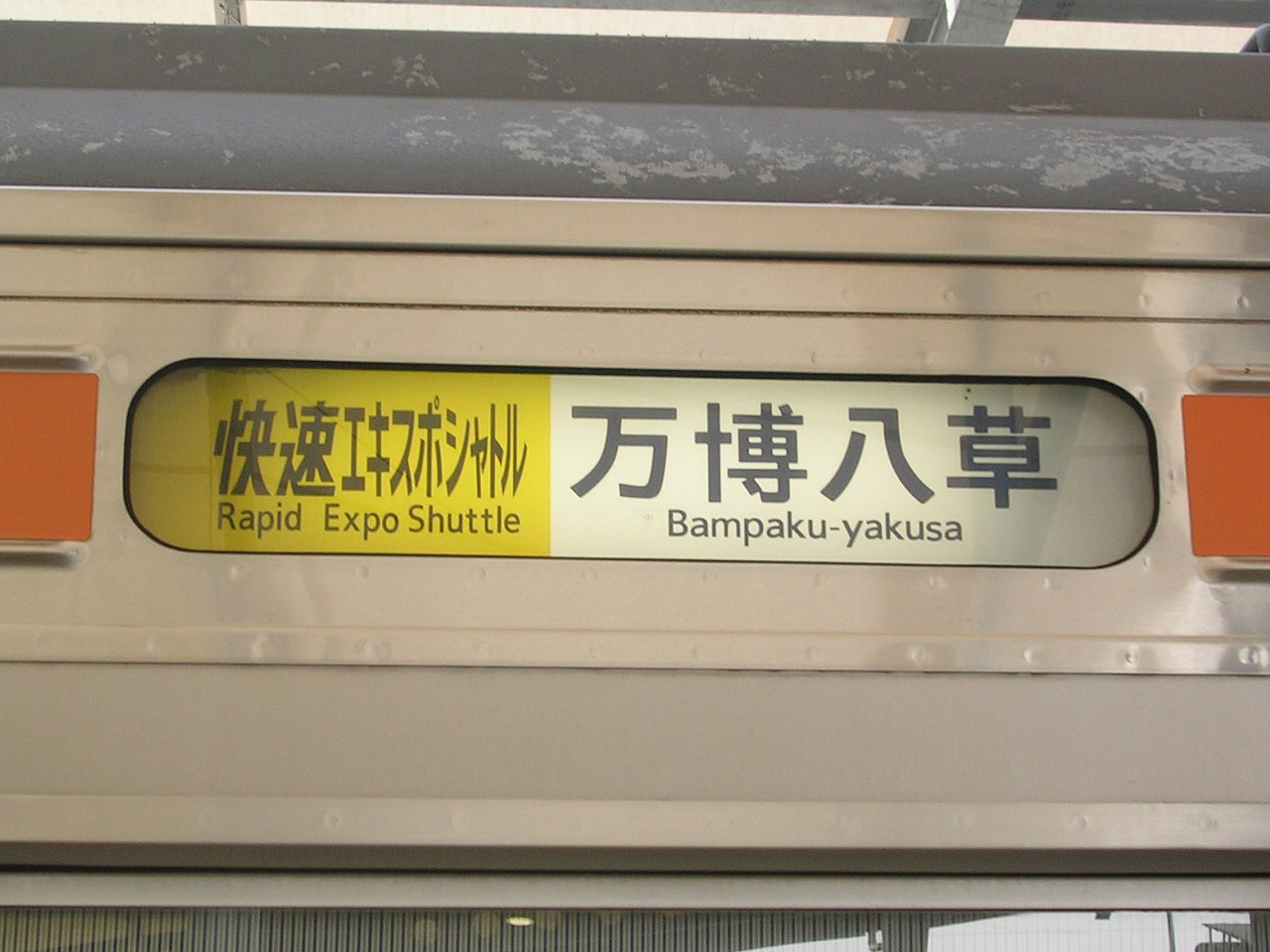
「快速エキスポシャトル 万博八草行き」の側面方向幕

エキスポシャトル（英: Expo Shuttle）は、東海旅客鉄道（JR東海）、愛知環状鉄道が名古屋駅 - 万博八草駅（現在の八草駅）間を中央本線・愛知環状鉄道線経由で直通運転した普通・快速列車の愛称である。

## 運行概況
2005年に開催された愛知万博（愛・地球博）の会場アクセス列車として、同年3月1日から9月30日まで期間限定で設定された列車で、運行期間中はダイヤ上定期列車として運転されたほか、多客時には臨時列車が追加運行された。
定期列車は平日・休日ダイヤともに、概ね20分ヘッドの計40往復が運行された。編成は、3月23日までと9月26日以降は朝ラッシュ時の列車を除いて7両編成（朝ラッシュ時は10両編成）、3月24日から9月25日まで全列車10両編成で運行。定期列車は全列車神領車両区の211系5000番台で運行された。
ゴールデンウィーク中（4月29日 - 5月8日）、夏休みから万博終了までの期間（7月16日 - 9月25日）には臨時列車が運行され、こちらは113系電車10両編成で運行される列車もあった(後述)。
愛知万博瀬戸会場へは万博八草駅（現在の八草駅）が近く、長久手会場へは同駅からリニモに乗り換え万博会場駅（現在の愛・地球博記念公園駅）で降りるのが便利であった。そのため、JR東海では名古屋近郊区間や東海道新幹線沿線から愛知環状鉄道線経由でリニモ万博会場駅までの往復きっぷ（愛知万博往復きっぷ）を発売して、エキスポシャトルへの乗車促進を図っていた。
その後2005年日本国際博覧会協会も、地下鉄東山線・リニモ経由ではなくこちらをアクセスルートとして推奨するようになった。理由はリニモの輸送力が小さく、東山線も元々の利用者数が多い路線であった上に車両規格が小さく、大変な混雑が予想されていたためである。
万博終了後の2005年10月1日に行われたダイヤ改正以降も中央本線と愛知環状鉄道線の直通運転は実施されている。詳しくは「愛知環状鉄道線」を参照。

### 停車駅
名古屋駅 - 金山駅 - 鶴舞駅 - 千種駅 - 大曽根駅 - （新守山駅） - （勝川駅） - （春日井駅） - （神領駅） - 高蔵寺駅 - 万博八草駅
- （　）内は快速通過駅。
- 愛知環状鉄道線は一部単線のため、瀬戸市駅・瀬戸口駅・山口駅のいずれか（複数駅の場合もある）で運転停車する列車が多かった。

### 使用車両

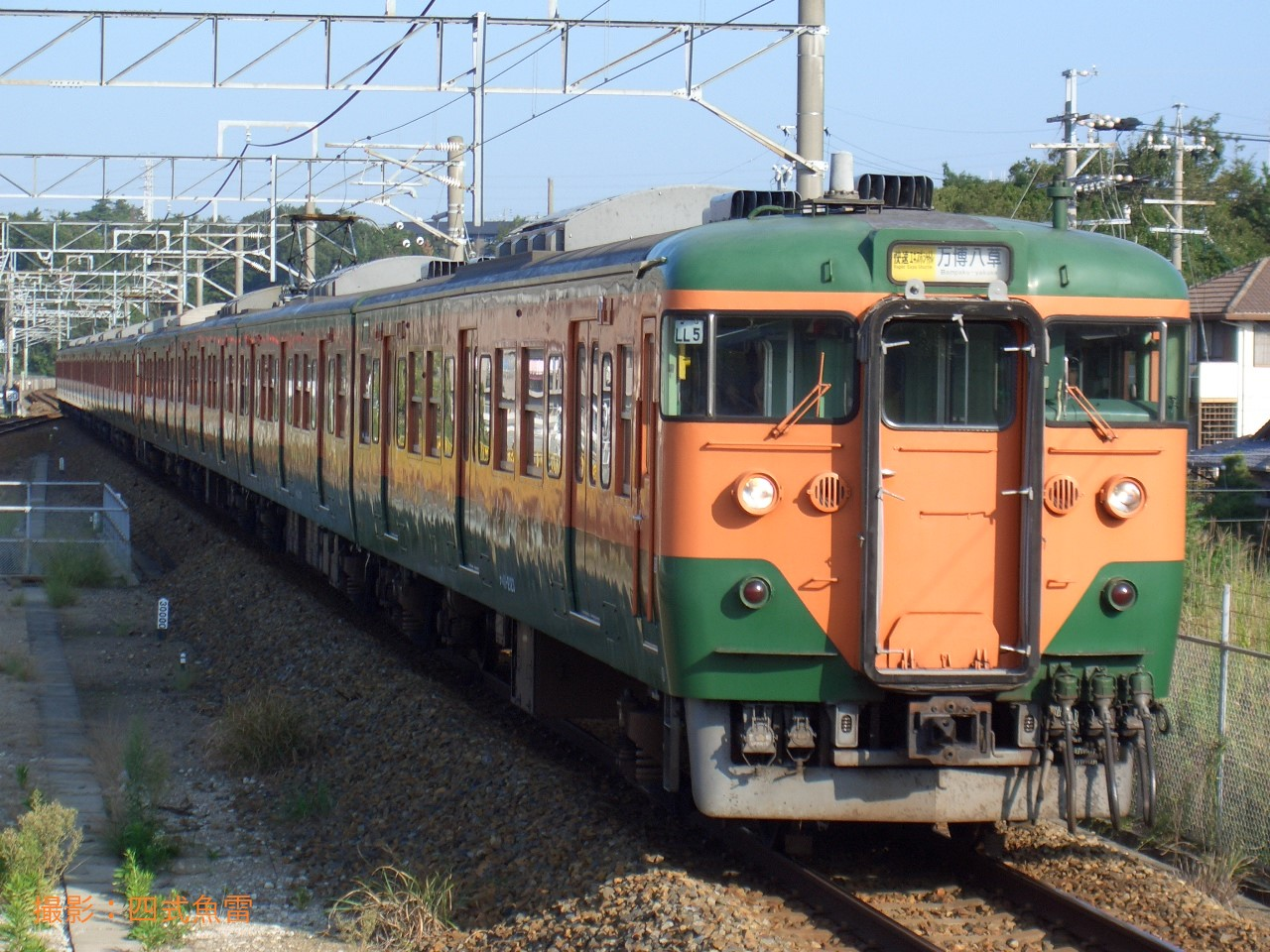
静岡車両区（静シス）の113系使用の臨時快速エキスポシャトル(先頭は短編成化されたLL5編成)

JR東海の神領車両区に所属する211系を使用していたが、臨時列車で113系が使用された例もあった。エキスポシャトルでの運用で車両不足が発生するため、静岡車両区の113系や大垣車両区の211系が神領車両区に貸し出され、静岡車両区の113系は臨時エキスポシャトルにも使用されていた。このほか、2005年3月24日に行われた万博開会式では、団体専用列車として特急「しなの」・急行「ちくま」用の車両である383系も入線している。